# Campeonato Mundial de Rugby Juvenil 2011
El Campeonato Mundial de Rugby Juvenil de Italia 2011 fue la cuarta edición del mundial, principal torneo de selecciones juveniles masculinas de rugby que organiza la World Rugby (WR).
El torneo para jugadores de hasta 20 años se celebró en Italia y el campeón fue nuevamente Nueva Zelanda que alcanzó su cuarto título consecutivo.

## Equipos participantes
| - Argentina - Gales - Italia - Nueva Zelanda | - Australia - Fiyi - Francia - Tonga | - Escocia - Inglaterra - Irlanda - Sudáfrica |

## Grupo A

### Posiciones
| Pos. | Equipo        | Encuentros | Encuentros | Encuentros | Encuentros | Tantos  | Tantos    | Tantos     | Puntos Bonus | Puntos Totales |
| Pos. | Equipo        | jugados    | ganados    | empatados  | perdidos   | a favor | en contra | diferencia | Puntos Bonus | Puntos Totales |
| ---- | ------------- | ---------- | ---------- | ---------- | ---------- | ------- | --------- | ---------- | ------------ | -------------- |
| 1    | Nueva Zelanda | 3          | 3          | 0          | 0          | 204     | 22        | + 182      | 3            | 15             |
| 2    | Gales         | 3          | 2          | 0          | 1          | 90      | 106       | - 16       | 2            | 10             |
| 3    | Argentina     | 3          | 1          | 0          | 2          | 50      | 85        | - 35       | 0            | 4              |
| 4    | Italia        | 3          | 0          | 0          | 3          | 16      | 147       | - 131      | 0            | 0              |

Nota: Se otorgan 4 puntos al equipo que gane un partido y 2 al que empate
Puntos Bonus: 1 punto por convertir 4 tries o más en un partido y 1 al equipo que pierda por no más de 7 tantos de diferencia
|  | Clasificación del 1º al 4º puesto |

|  | Clasificación del 5º al 8º puesto |

|  | Clasificación del 9º al 12º puesto |

### Resultados

#### Primera fecha
| 10 de junio | Argentina | 8 - 34  | Gales | Stadio Plebiscito, Padova |  |
|             |           | Reporte |       |                           |  |

| 10 de junio | Italia | 7 - 64  | Nueva Zelanda | Stadio Comunale Di Monigo, Treviso |  |
|             |        | Reporte |               |                                    |  |

#### Segunda fecha
| 14 de junio | Nueva Zelanda | 92 - 0  | Gales | Stadio Mario Battaglini, Rovigo |  |
|             |               | Reporte |       |                                 |  |

| 14 de junio | Italia | 3 - 27  | Argentina | Stadio Mario Battaglini, Rovigo |  |
|             |        | Reporte |           |                                 |  |

#### Tercera fecha
| 18 de junio | Italia | 6 - 56  | Gales | Stadio Comunale Di Monigo, Treviso |  |
|             |        | Reporte |       |                                    |  |

| 18 de junio | Argentina | 15 - 48 | Nueva Zelanda | Stadio Plebiscito, Padova |  |
|             |           | Reporte |               |                           |  |

## Grupo B

### Posiciones
| Pos. | Equipo    | Encuentros | Encuentros | Encuentros | Encuentros | Tantos  | Tantos    | Tantos     | Puntos Bonus | Puntos Totales |
| Pos. | Equipo    | jugados    | ganados    | empatados  | perdidos   | a favor | en contra | diferencia | Puntos Bonus | Puntos Totales |
| ---- | --------- | ---------- | ---------- | ---------- | ---------- | ------- | --------- | ---------- | ------------ | -------------- |
| 1    | Francia   | 3          | 3          | 0          | 0          | 82      | 51        | + 31       | 2            | 14             |
| 2    | Australia | 3          | 2          | 0          | 1          | 129     | 63        | + 66       | 3            | 11             |
| 3    | Fiyi      | 3          | 1          | 0          | 2          | 73      | 92        | - 19       | 1            | 5              |
| 4    | Tonga     | 3          | 0          | 0          | 3          | 39      | 117       | - 78       | 0            | 0              |

Nota: Se otorgan 4 puntos al equipo que gane un partido y 2 al que empate
Puntos Bonus: 1 punto por convertir 4 tries o más en un partido y 1 al equipo que pierda por no más de 7 tantos de diferencia
|  | Clasificación del 1º al 4º puesto |

|  | Clasificación del 5º al 8º puesto |

|  | Clasificación del 9º al 12º puesto |

### Resultados

#### Primera fecha
| 10 de junio | Australia | 54 - 7  | Tonga | Stadio Mario Battaglini, Rovigo |  |
|             |           | Reporte |       |                                 |  |

| 10 de junio | Francia | 24 - 12 | Fiyi | Stadio Mario Battaglini, Rovigo |  |
|             |         | Reporte |      |                                 |  |

#### Segunda fecha
| 14 de junio | Australia | 50 - 25 | Fiyi | Stadio Plebiscito, Padova |  |
|             |           | Reporte |      |                           |  |

| 14 de junio | Francia | 27 - 14 | Tonga | Stadio Plebiscito, Padova |  |
|             |         | Reporte |       |                           |  |

#### Tercera fecha
| 18 de junio | Fiyi | 36 - 18 | Tonga | Stadio Mario Battaglini, Rovigo |  |
|             |      | Reporte |       |                                 |  |

| 18 de junio | Australia | 25 - 31 | Francia | Stadio Comunale Di Monigo, Treviso |  |
|             |           | Reporte |         |                                    |  |

## Grupo C

### Posiciones
| Pos. | Equipo     | Encuentros | Encuentros | Encuentros | Encuentros | Tantos  | Tantos    | Tantos     | Puntos Bonus | Puntos Totales |
| Pos. | Equipo     | jugados    | ganados    | empatados  | perdidos   | a favor | en contra | diferencia | Puntos Bonus | Puntos Totales |
| ---- | ---------- | ---------- | ---------- | ---------- | ---------- | ------- | --------- | ---------- | ------------ | -------------- |
| 1    | Inglaterra | 3          | 3          | 0          | 0          | 98      | 63        | + 35       | 2            | 14             |
| 2    | Sudáfrica  | 3          | 2          | 0          | 1          | 95      | 52        | + 43       | 3            | 11             |
| 3    | Irlanda    | 3          | 1          | 0          | 2          | 81      | 88        | - 7        | 0            | 4              |
| 4    | Escocia    | 3          | 0          | 0          | 3          | 31      | 102       | - 71       | 0            | 0              |

Nota: Se otorgan 4 puntos al equipo que gane un partido y 2 al que empate
Puntos Bonus: 1 punto por convertir 4 tries o más en un partido y 1 al equipo que pierda por no más de 7 tantos de diferencia
|  | Clasificación del 1º al 4º puesto |

|  | Clasificación del 5º al 8º puesto |

|  | Clasificación del 9º al 12º puesto |

### Resultados

#### Primera fecha
| 10 de junio | Inglaterra | 33 - 25 | Irlanda | Stadio Comunale Di Monigo, Treviso |  |
|             |            | Reporte |         |                                    |  |

| 10 de junio | Sudáfrica | 33 - 0  | Escocia | Stadio Plebiscito, Padova |  |
|             |           | Reporte |         |                           |  |

#### Segunda fecha
| 14 de junio | Inglaterra | 39 - 18 | Escocia | Stadio Comunale Di Monigo, Treviso |  |
|             |            | Reporte |         |                                    |  |

| 14 de junio | Irlanda | 26 - 42 | Sudáfrica | Stadio Comunale Di Monigo, Treviso |  |
|             |         | Reporte |           |                                    |  |

#### Tercera fecha
| 18 de junio | Inglaterra | 26 - 20 | Sudáfrica | Stadio Plebiscito, Padova |  |
|             |            | Reporte |           |                           |  |

| 18 de junio | Irlanda | 30 - 13 | Escocia | Stadio Mario Battaglini, Rovigo |  |
|             |         | Reporte |         |                                 |  |

## Ronda final[2]

### Clasificación del 9º al 12º puesto
|  | Semifinales | Semifinales |    |                | Final         | Final    |  |
|  | de junio    | de junio    |    |                | de junio      | de junio |  |
|  |             |             |    |                |               |          |  |
|  |             |             |    |                |               |          |  |
|  | Escocia     | 30          |    |                |               |          |  |
|  | Tonga       | 11          |    |                |               |          |  |
|  |             |             |    |                |               |          |  |
|  |             |             |    |                | por 9º puesto |          |  |
|  |             |             |    |                | Escocia       | 14       |  |
|  |             | Argentina   | 15 |                |               |          |  |
|  |             |             |    |                |               |          |  |
|  |             |             |    |                |               |          |  |
|  |             |             |    |                | Tercer lugar  |          |  |
|  |             |             |    | por 11º puesto |               |          |  |
|  | Argentina   | 12          |    | Tonga          | 22            |          |  |
|  | Italia      | 8           |    |                | Italia        | 34       |  |

### Clasificación del 5º al 8º puesto
|  | Semifinales | Semifinales |     |               | Final         | Final    |  |
|  | de junio    | de junio    |     |               | de junio      | de junio |  |
|  |             |             |     |               |               |          |  |
|  |             |             |     |               |               |          |  |
|  | Gales       | 20          |     |               |               |          |  |
|  | Fiyi        | 34          |     |               |               |          |  |
|  |             |             |     |               |               |          |  |
|  |             |             |     |               | por 5º puesto |          |  |
|  |             |             |     |               | Fiyi          | 17       |  |
|  |             | Sudáfrica   | 104 |               |               |          |  |
|  |             |             |     |               |               |          |  |
|  |             |             |     |               |               |          |  |
|  |             |             |     |               | Tercer lugar  |          |  |
|  |             |             |     | por 7º puesto |               |          |  |
|  | Sudáfrica   | 57          |     | Gales         | 38            |          |  |
|  | Irlanda     | 15          |     |               | Irlanda       | 24       |  |

### Clasificación del 1º al 4º puesto
|  | Semifinales   | Semifinales   |    |               | Final         | Final    |  |
|  | de junio      | de junio      |    |               | de junio      | de junio |  |
|  |               |               |    |               |               |          |  |
|  |               |               |    |               |               |          |  |
|  | Inglaterra    | 33            |    |               |               |          |  |
|  | Francia       | 18            |    |               |               |          |  |
|  |               |               |    |               |               |          |  |
|  |               |               |    |               | por 1º puesto |          |  |
|  |               |               |    |               | Inglaterra    | 22       |  |
|  |               | Nueva Zelanda | 33 |               |               |          |  |
|  |               |               |    |               |               |          |  |
|  |               |               |    |               |               |          |  |
|  |               |               |    |               | Tercer lugar  |          |  |
|  |               |               |    | por 3º puesto |               |          |  |
|  | Nueva Zelanda | 37            |    | Francia       | 17            |          |  |
|  | Australia     | 7             |    |               | Australia     | 30       |  |

| Bandera de Nueva Zelanda |
| Campeón Nueva Zelanda    |
| Cuarto título            |

## Posiciones finales[4]
| Posición | Selección     |
| -------- | ------------- |
| 1        | Nueva Zelanda |
| 2        | Inglaterra    |
| 3        | Australia     |
| 4        | Francia       |
| 5        | Sudáfrica     |
| 6        | Fiyi          |
| 7        | Gales         |
| 8        | Irlanda       |
| 9        | Argentina     |
| 10       | Escocia       |
| 11       | Italia        |
| 12       | Tonga         |